# Specie di Juniperus
Il genere Juniperus comprende le seguenti specie:

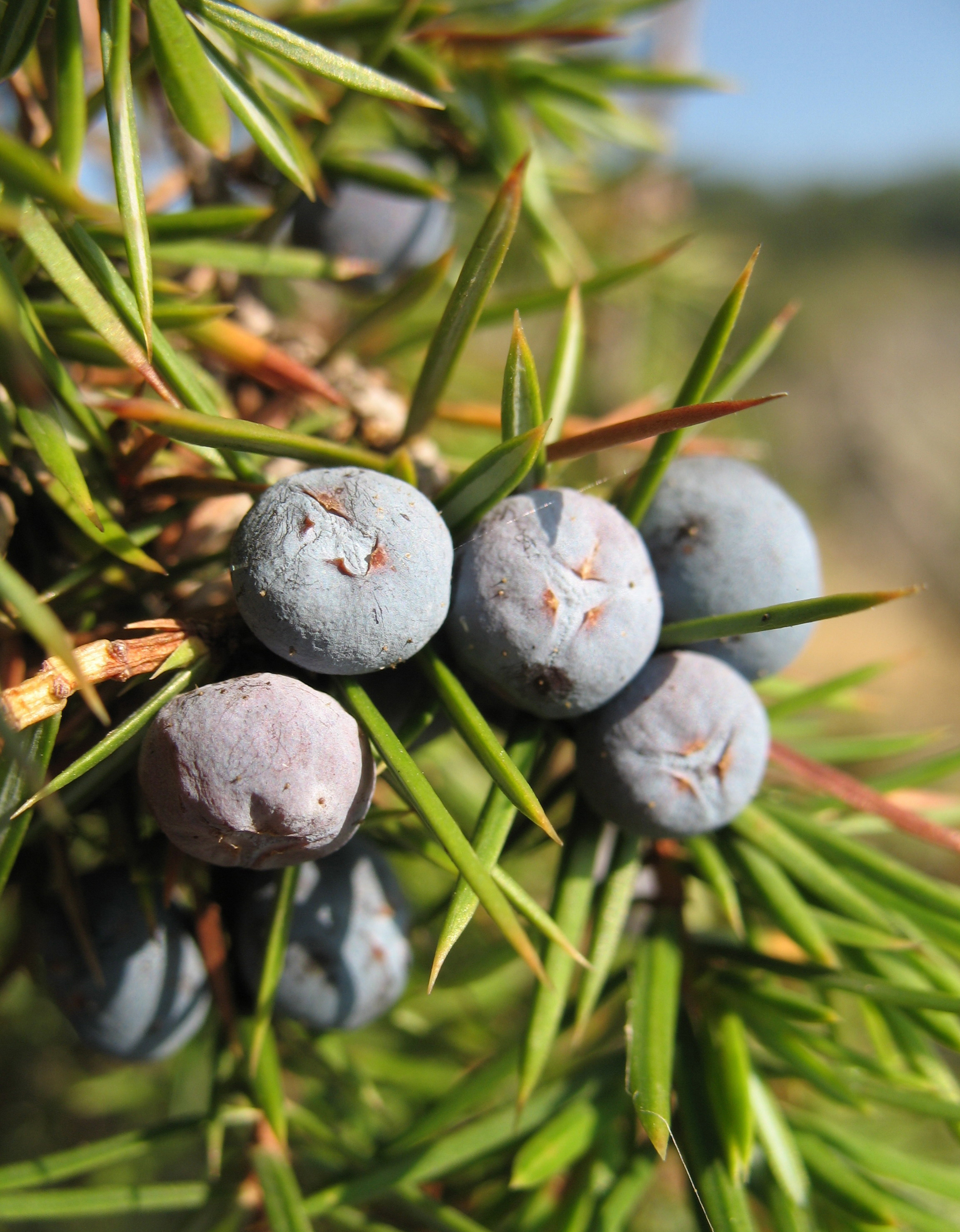
Ginepro comune (Juniperus communis)

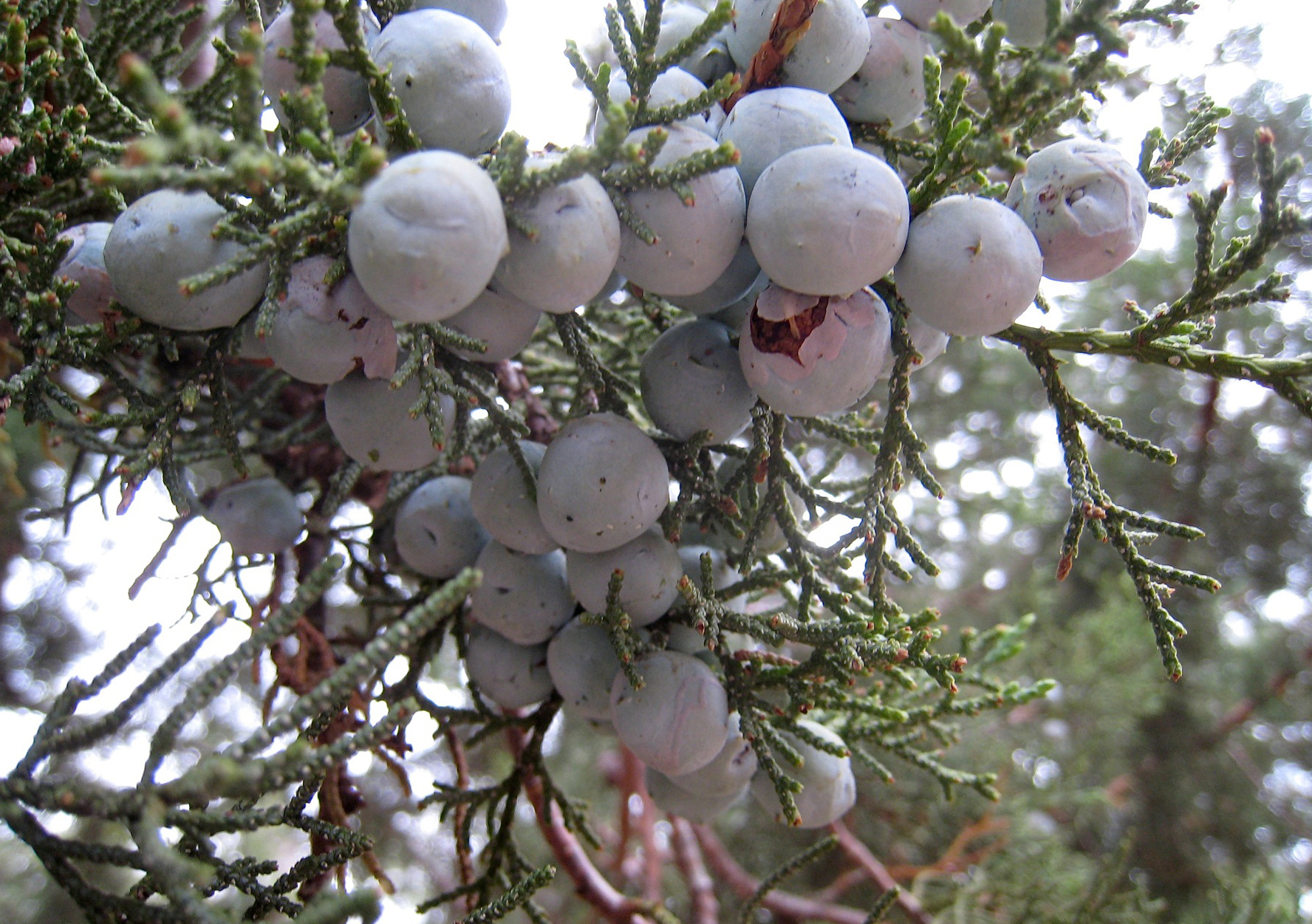
Ginepro alligatore (Juniperus deppeana)

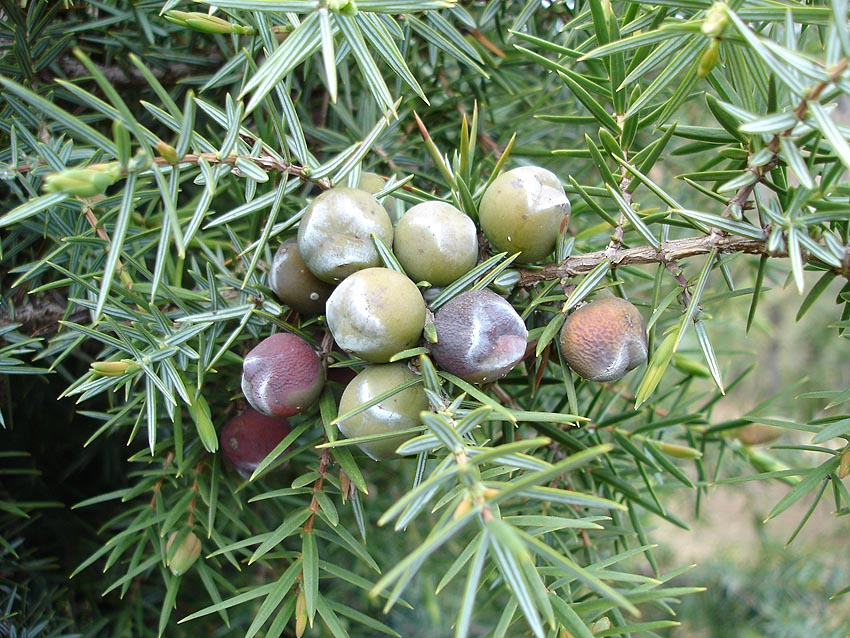
Ginepro rosso (Juniperus oxycedrus)

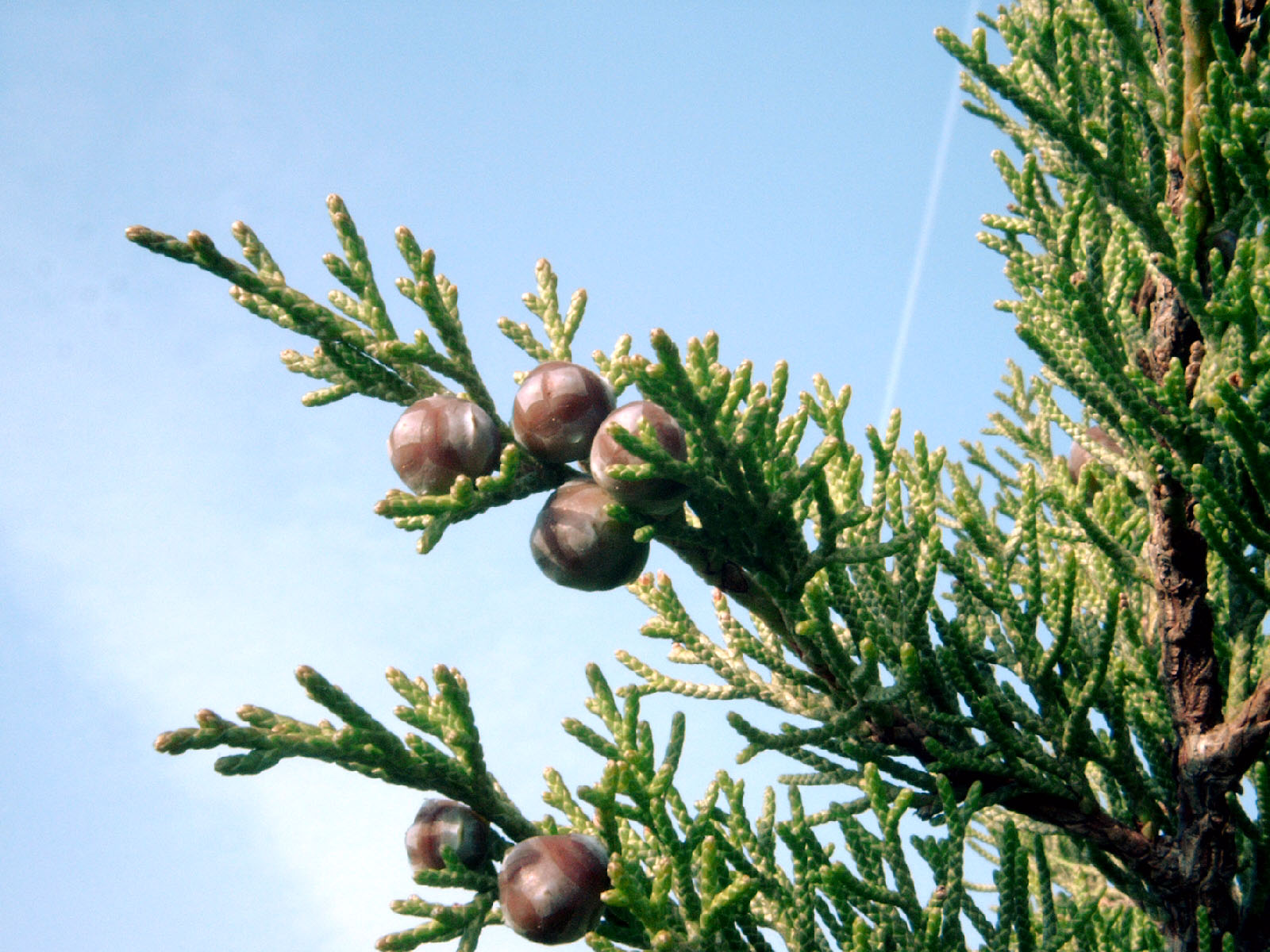
Ginepro licio (Juniperus phoenicea)

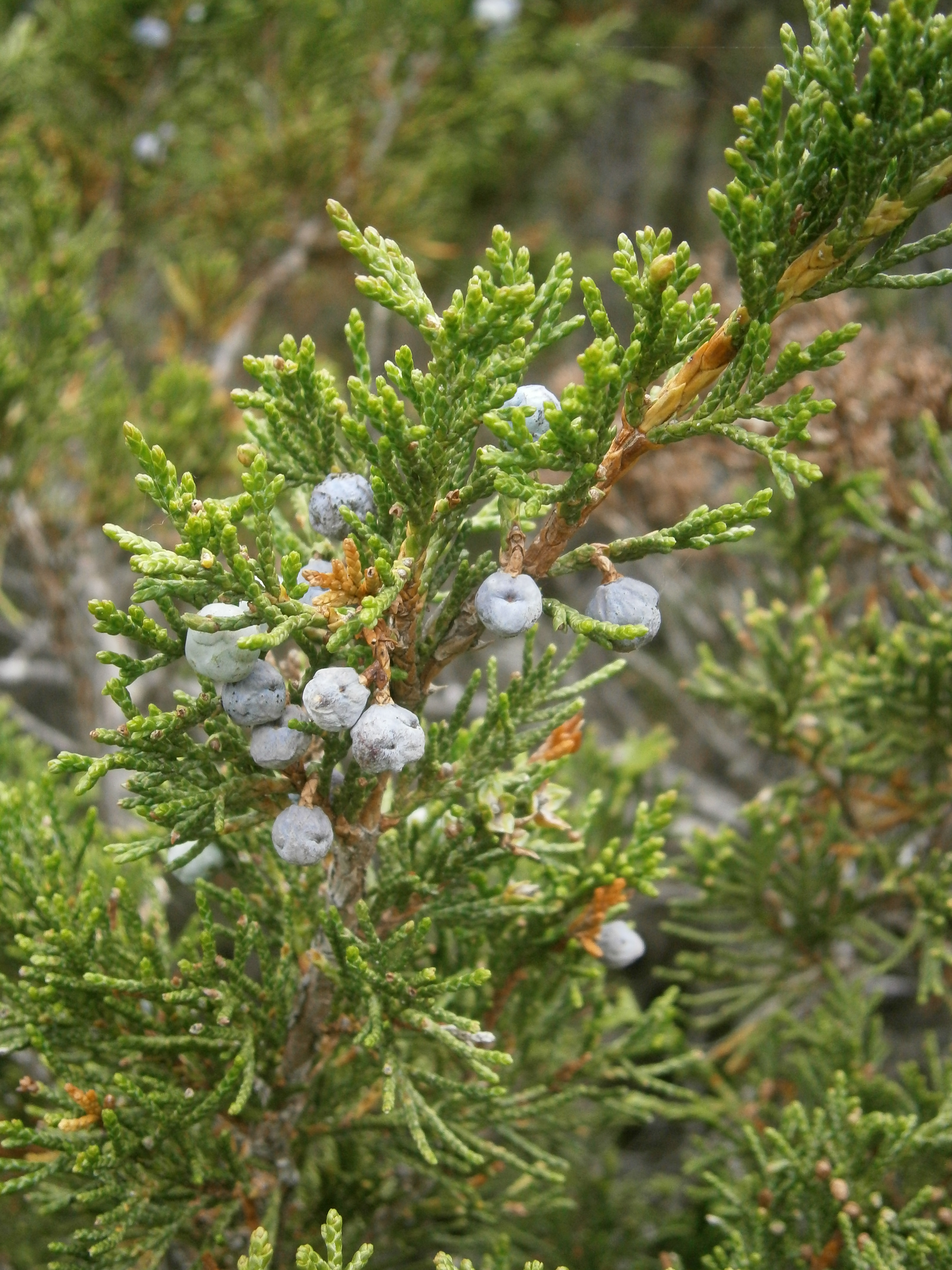
Ginepro sabina (Juniperus sabina)

- Juniperus × ambigens (Fassett) R.P.Adams
- Juniperus angosturana R.P.Adams
- Juniperus arizonica (R.P.Adams) R.P.Adams
- Juniperus ashei J.Buchholz
- Juniperus barbadensis L.
- Juniperus bermudiana L.
- Juniperus blancoi Martínez
- Juniperus brevifolia (Seub.) Antoine
- Juniperus californica Carrière
- Juniperus cedrus Webb & Berthel.
- Juniperus chinensis L.
- Juniperus coahuilensis (Martínez) Gaussen ex R.P.Adams
- Juniperus comitana Martínez
- Juniperus communis L.
- Juniperus compacta (Martínez) R.P.Adams
- Juniperus convallium Rehder & E.H.Wilson
- Juniperus coxii A.B.Jacks.
- Juniperus deltoides R.P.Adams
- Juniperus deppeana Steud.
- Juniperus drupacea Labill.
- Juniperus durangensis Martínez
- Juniperus erectopatens (W.C.Cheng & L.K.Fu) R.P.Adams
- Juniperus excelsa M.Bieb.
- Juniperus × fassettii B.Boivin
- Juniperus flaccida Schltdl.
- Juniperus foetidissima Willd.
- Juniperus formosana Hayata
- Juniperus gracilior Pilg.
- Juniperus grandis R.P.Adams
- Juniperus × herragudensis J.M.Aparicio & Uribe-Ech.
- Juniperus horizontalis Moench
- Juniperus indica Bertol.
- Juniperus jaliscana Martínez
- Juniperus jarkendensis Kom.
- Juniperus komarovii Florin
- Juniperus macrocarpa Sm.
- Juniperus maritima R.P.Adams
- Juniperus martinezii Pérez de la Rosa
- Juniperus × media V.D. Dmitriev
- Juniperus microsperma (W.C.Cheng & L.K.Fu) R.P.Adams
- Juniperus monosperma (Engelm.) Sarg.
- Juniperus monticola Martínez
- Juniperus morrisonicola Hayata
- Juniperus mucronata R.P.Adams
- Juniperus navicularis Gand.
- Juniperus occidentalis Hook.
- Juniperus osteosperma (Torr.) Little
- Juniperus oxycedrus L.
- Juniperus × palanciana J.M.Aparicio & Uribe-Ech.
- Juniperus × pfitzeriana (Späth) P.A.Schmidt
- Juniperus phoenicea L.
- Juniperus pinchotii Sudw.
- Juniperus pingii W.C.Cheng ex Ferré
- Juniperus poblana (Martínez) R.P.Adams
- Juniperus polycarpos K.Koch
- Juniperus procera Hochst. ex Endl.
- Juniperus procumbens (Siebold ex Endl.) Miq.
- Juniperus przewalskii Kom.
- Juniperus pseudosabina Fisch. & C.A.Mey.
- Juniperus recurva Buch.-Ham. ex D.Don
- Juniperus rigida Siebold & Zucc.
- Juniperus sabina L.
- Juniperus saltillensis M.T.Hall
- Juniperus saltuaria Rehder & E.H.Wilson
- Juniperus saxicola Britton & P.Wilson
- Juniperus scopulorum Sarg.
- Juniperus semiglobosa Regel
- Juniperus squamata Buch.-Ham. ex D.Don
- Juniperus standleyi Steyerm.
- Juniperus taxifolia Hook. & Arn.
- Juniperus thurifera L.
- Juniperus tibetica Kom.
- Juniperus tsukusiensis Masam.
- Juniperus virginiana L.
- Juniperus zanonii R.P.Adams